# یوکو تاکایاما
یوکو تاکایاما (انگلیسی: Yuko Takayama؛ زادهٔ ۱۳ اکتبر ۱۹۹۲) بازیگر اهل ژاپن است. وی از سال ۲۰۰۸ میلادی تاکنون مشغول فعالیت بوده‌است.